# Holarktiska regionen

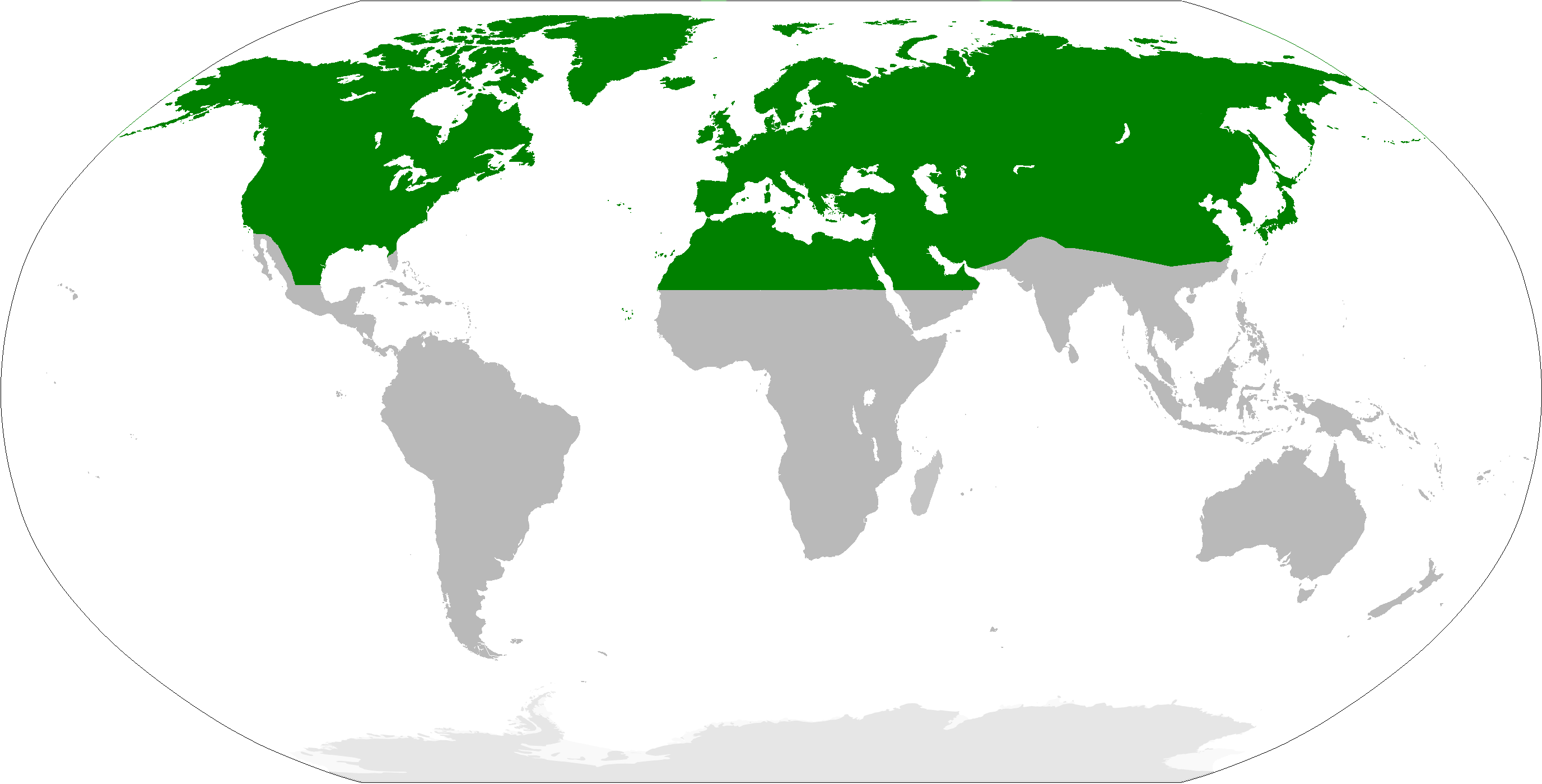
Holarktiska regionens ungefärliga utbredning. Idag räknas bland annat ofta hela arabiska halvön till Holarktis.

Den holarktiska regionen eller Holarktis är en djurgeografisk region på norra halvklotet som omfattar den palearktiska och den nearktiska regionen. Namnet kommer av grekiskans holos, "hela".
Området omfattar Europa, de icke-tropiska delarna av Asien och Afrika norr om Sahara, och Nordamerika så långt söderut som till gränsen för de tropiska delarna i mellersta Mexiko. Utöver detta ingår också allt hav och alla ögrupper norr om Kräftans vändkrets med undantag för Hawaii och Taiwan. 

## Gränsdragning
Den exakta gränsdragning för detta faunistiska område definieras något olika av olika auktoriteter. Generellt gäller att holarktis omfattar biotopen blandad lövfällande skog och allt norr om detta. I bergsområden varierar höjdnivåerna åtskilligt för var gränsen går för denna biotop. Följande gränsdragning följer SOF:s Taxonomikommitté 2013.

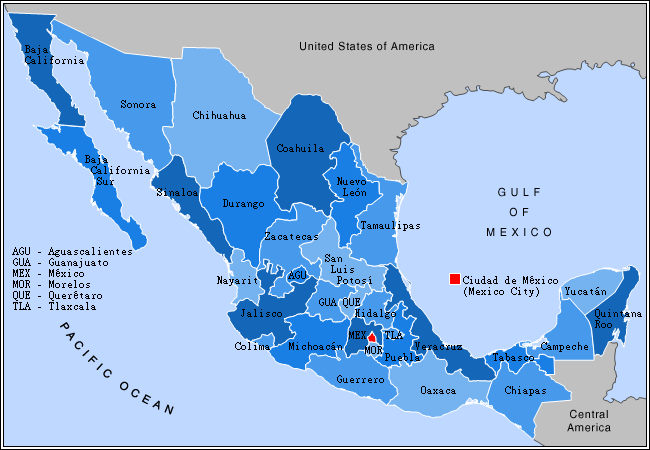
Gränsdragningen för Holarktis i Mexiko är komplicerad.

I Mexiko ingår följande delstater i Holarktis: Baja California, Baja California Sur, Sonora, Chihuahua, Durango, Zacatecas, Aguascalientes, Guanajuato, Querétaro, México, Distrito Federal, Coahuila och Nuevo León.
Västindien, inklusive Bahamas, ingår inte i Holarktis.
Öster om Nordamerika ingår öarna Saint-Pierre och Miquelon, Grönland och alla arktiska öar, Island, Bermudaöarna, Azorerna, Madeira, Kanarieöarna, Kap Verde och Arguinbukten. Fastlandet innanför Mauretanien ingår dock inte.
I Afrika går sydgränsen längs 21:a bredgraden från Ras Nouadhibou i Västsahara till sydligaste Egypten och vidare ut i Röda havet. Även Tibestimassivet i Tchad, vilket sträcker sig ned till 19:e breddgraden, ingår i Holarktis. Dock ingår inte Aïr i Niger, Ennedi i Chad och ingen del av Sudan. Vidare omfattar Holarktis hela Arabiska halvön, inklusive öarna längs kusten utanför Saudiarabien, Jemen och Oman men Sokotra ingår inte. 
På det asiatiska fastlandet sträcker sig sydgränsen från Ras Ormara i södra Pakistan och norrut via Harboibergen, bergen öster om Quetta, Sulaimanbergen, och bergsområdet på gränsen mellan Pakistan och Afghanistan. Kabuldalen ingår dock inte. Vidare sträcker sig sydgränsen norrut till Hindukush och Karakorum i Himalaya och utmed sydsidan av Himalaya österut till bergsområdet Hkakabo Razi i nordligaste Myanmar. Gränsen går sedan längs bergsområden i Lijiang i norra Yunnan och längs med bergen i västligaste Sichuan i Kina. I östra Kina anges vattendelaren mellan Yangtzefloden och Gula floden i södra Gansu som gräns och vidare längs bergskedjan Qinling i Shaanxi och sedan utefter 34:e breddgraden till kusten söder om Shandonghalvön.
I Stilla havet ingår alla öar norr om Kräftans vändkrets. Taiwan ingår inte. Utöver detta ingår även isolerade bergstoppar i orientaliska regionen, exempelvis Emeishan i Sichuan, men exakta höjdnivåer är svåra att ange.